# Lauras Stern
Lauras Stern ist der Titel einer Buchserie von Klaus Baumgart. Die Serie handelt von der etwa fünfjährigen Laura, die einen „verletzten Stern“ findet. Sie nimmt ihn auf und erlebt mit ihm fortan viele Abenteuer.
Die erfolgreiche Buchserie wurde zunächst als Fernsehserie verfilmt, im Jahr 2004 kam auch ein Film ins Kino. Der Film erhielt 2005 den Deutschen Filmpreis für den besten Kinder- und Jugendfilm.

## Buchserie
Das erste Buch der späteren Buchserie, Lauras Stern, erschien im Oktober 1996 im Baumhaus-Verlag. Die Buchserie umfasst heute zahlreiche Ausgaben und Geschichten, sie wurde in 25 Sprachen übersetzt und ist in 30 Ländern bekannt.

## Verfilmungen

### Zeichentrickserie
Die 52-teilige Fernsehserie nach der Buchserie wurde in den Jahren 2002 bis 2011 gefertigt. Die jeweils zehnminütigen Episoden wurden zunächst im ZDF gezeigt und werden regelmäßig auf KiKA wiederholt.

#### Stimmen
- Detlef Bierstedt (Papa)
- Ranja Bonalana (Mama)
- Heilwig Weindorfer (Laura)

### Filme
- Lauras Stern, Kinostart: 23. September 2004, Regie: Piet De Rycker und Thilo Rothkirch
- Lauras Weihnachtsstern, DVD-Veröffentlichung, 1. Dezember 2006, Regie: Piet De Rycker und Thilo Rothkirch
- Lauras Stern und der geheimnisvolle Drache Nian, Kinostart: 24. September 2009
- Lauras Stern und die Traummonster, 3D,  Kinostart: 13. Oktober 2011
- Lauras Stern (Realverfilmung), Kinostart: 9. Dezember 2021, Regie: Joya Thome

## Weitere Adaptionen
Lauras Stern – Das Musical wurde vom Karma Limited Theater in den Jahren 2004 bis 2008 insgesamt über 250 Mal aufgeführt. Geschrieben wurde es in enger Zusammenarbeit mit Klaus Baumgart von Karl-Heinz March, komponiert wurde die Musik von Andreas Muhlack. 2016 soll das Musical erneut aufgeführt werden.
Mit Lauras Stern – Die Show wurde von Meistersinger Konzerte in Zusammenarbeit mit Klaus Baumgart und Niclas Ramdohr (Co-Autor/Libretto; Musik & Songtexte) eine neue Show erarbeitet. Die Premiere fand am 11. Februar 2012 im Tempodrom in Berlin statt. Anschließend wurde bis Februar 2014 eine Deutschlandtournee durchgeführt.

## Merchandising
Rund um Laura und ihren Stern wurde ein umfangreiches Merchandising-Angebot aufgelegt.

## Belege
1. ↑  www.deutscher-filmpreis.de (Memento vom 16. April 2006 im Internet Archive)
2. ↑  Katalogeintrag zu "Lauras Stern". In: Katalog der Deutschen Nationalbibliothek. Abgerufen am 14. Juli 2015.